# Diadegma pusio
Diadegma pusio là một loài tò vò trong họ Ichneumonidae.